# Berengar al II-lea, Rege al Italiei
Berengar al II-lea sau Berengar de Ivrea (n. 900 d.Hr. – d. 6 iulie 966 d.Hr., Bamberg, Bayerischer Reichskreis⁠(d), Sfântul Imperiu Roman) a fost margraf de Ivrea și rege al Italiei din 950 până la destituirea sa în anul 961. Berengar a fost ultimul rege al Italiei înainte de încorporarea ei în Imperiul romano-german.

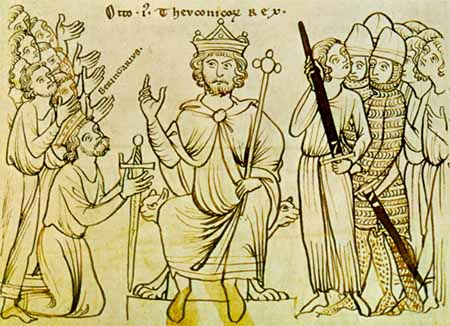
Regele Otto I primește o sabie ca semn de supunere de la regele Berengar al II-lea al Italiei (îngenuncheat, în stânga); succesorul lui Otto (în dreapta) poartă o sabie cu vârful în sus ca semn de autoritate (în Cronica universală a lui Otto de Freising, Milano, Biblioteca Ambrosiana, Cod. S.P.48).

## Biografie
Berengar făcea parte din dinastia burgundă a Anscarizilor. El a fost fiul margrafului Adalbert I de Ivrea și al soției sale, Gisela de Friuli, fiica regelui Berengar I de Italia din familia Unruochingi. Astfel, Berengar al II-lea era descendent direct pe linie maternă din împăratul Carolingian Ludovic cel Pios. El a succedat tatălui său ca margraf de Ivrea în jurul anului 923 și s-a căsătorit cu Willa de Toscana, fiica margrafului Boso de Toscana din dinastia Bosonizilor și nepoata regelui Ugo al Italiei. Cronicarul Liutprand de Cremona, crescut la curtea lui Berengar de la Pavia, oferă câteva detalii referitoare la caracterul acestuia.
În jurul anului 940 Berengar a condus o revoltă a nobililor din Italia împotriva unchiului său Ugo. Pentru a evita un atac din partea susținătorilor acestuia, Berengar, avertizat de fiul regelui, Lothar al II-lea, a căutat refugiu la curtea regelui Otto I al Imperiul romano-german. Otto a evitat inițial să se poziționeze de partea uneia sau alteia dintre tabere, însă în anul 945 Berengar a reușit să revină în Italia în fruntea unor oștiri plătite, fiind bine primit de nobilimea locală. După ce a fost înfrânt Ugo s-a retras la Arles, fiind succedat nominal de fiul său, Lothar al II-lea. Din momentul reușitei lui Berengar, întreaga putere reală și stăpânire în Regatul Italiei a fost concentrată în mâinile sale, cu Lothar doar ca rege titular. Scurta domnie a lui Lothar s-a încheiat în 950 la moartea sa timpurie, cauzată de o presupusă otrăvire.
În continuare, Berengar și-a asumat titlul regal avându-l drept rege asociat pe fiul său, Adalbert de Ivrea. El a încercat să-și legitimeze domnia prin forțarea văduvei lui Lothar, Adelaida, respectiv fiica, nora și văduva ultimilor trei regi ai Italiei, de a se căsători cu Adalbert. Totuși, tânăra femeie a refuzat cu îndărătnicie, drept pentru care Berengar a închis-o în castelul de pe Lacul Garda, unde se presupune că ar fi fost mutilată de soția lui Berengar, Willa de Toscana. Cu ajutorul contelui Adalbert Azzo de Canossa, Adelaida a reușit să scape, intrând sub protecția regelui romano-german Otto I. Acesta, la rândul său văduv din 946, a profitat de ocazie pentru a pune mâna pe Coroana de fier a regilor longobarzi: solicitările Adelaidei au condus până la urmă la invazia lui Otto asupra Italiei din 951. Berengar s-a văzut nevoit să se adăpostească în San Marino, în vreme ce Otto primea omagiul nobililor italieni, se căsătorea cu Adelaida și își asuma titlul de rege al longobarzilor. După aceea, Otto I a revenit în imperiu, numindu-l regent la Pavia pe ginerele său, Conrad cel Roșu.
Prin intermediul lui Conrad, Berengar apare la adunarea imperială din 952 de la Augsburg, unde prestează omagiu lui Otto I. Ca urmare, el și fiul său Adalbert s-au menținut ca regi ai Italiei, fiind vasalii lui Otto, cu toate că au fost nevoiți să cedeze regelui german teritoriul fostei Mărci de Friuli, iar Otto a dat în continuare Marca de Verona fratelui său mai mic, ducele Henric I de Bavaria.
Berengar a rămas un vasal indisciplinat. Astfel, când Otto s-a confruntat în 953 cu revolta propriului fiu, ducele Liudolf de Suabia, Berengar a atacat Marca de Verona și, de asemenea, a asediat Castelul Canossa al contelui Adalbert Azzo. După 960 el a invadat Statul papal în timpul papei Ioan al XII-lea, la al cărui apel Otto I, care țintea la încoronarea sa ca împărat, a pornit din nou spre Italia. Oastea l-a părăsit pe Berengar, astfel încât până la Crăciunul anului 961 Otto deja cucerise Pavia fără rezistență și l-a declarat pe Berengar ca fiind destituit. Regele romano-german și-a continuat marșul spre Roma, unde a fost încoronat ca împărat la 2 februarie 962. Apoi l-a asediat pe Berengar la San Leo.
Între timp, papa Ioan al XII-lea intrase în negocieri cu fiul lui Berengar, Adalbert, fapt care a dus în anul 963 la revenirea lui Otto la Roma, unde l-a destituit pe papă, favorizând alegerea papei Leon al VIII-lea în locul acestuia. Anul următor, Berengar a fost capturat de Otto I și închis în Cetatea Bamberg unde a murit în anul 966. Soția sa, Willa, a petrecut tot restul vieții sale într-o mănăstire germană.